# Acanthonotozomoides
Acanthonotozomoides is een geslacht van vlokreeften uit de familie van de Acanthonotozomellidae. De wetenschappelijke naam van het geslacht is voor het eerst geldig gepubliceerd in 1931 door  Adolf Schellenberg.
Het geslacht telt twee soorten:
- Acanthonotozomoides oatesi (K.H. Barnard, 1930)
- Acanthonotozomoides sublitoralis Schellenberg, 1931

Deze dieren komen voor in de Zuidelijke Oceaan. De typelocatie van A. oatesi is de Rosszee, die van A. sublitoralis de Falklandeilanden.